# John E. Blaha
John Elmer Blaha (nacido el 26 de agosto de 1942, en San Antonio (Texas) es un coronel retirado de la Fuerza Aérea de los Estados Unidos  y un exastronauta de la NASA. Es veterano de seis misiones en el Transbordador espacial y una estancia en la estación espacial Mir.

## Educación
Blaha se graduó en Granby High School en Norfolk (Virginia), en 1960;  recibió el título de licenciado en ciencias de la ingeniería de la Academia de la Fuerza Aérea de los Estados Unidos en 1965 y una maestría en ciencias en ingeniería astronáutica de la Universidad de Purdue en 1966.

## En la Fuerza Aérea
Blaha recibió sus alas de piloto en la Williams Air Force Base, Arizona, en 1967. Fue asignado posteriormente como piloto operacional de vuelo en los aviones F-4, F-102, F-106 y A-37 (completando 361 misiones de combate en Vietnam). Después de la graduación, se desempeñó como instructor de pilotos de F-104.
En 1973, fue asignado como piloto de pruebas de trabajo con la Real Fuerza Aérea británica en el Establecimiento Experimental Avión y Armamento, Boscombe Down, Reino Unido. Durante una gira de 3 años, hizo vuelos de prueba en los aviones Jaguar, Buccaneer, Hawk y Jet Provost.

## NASA

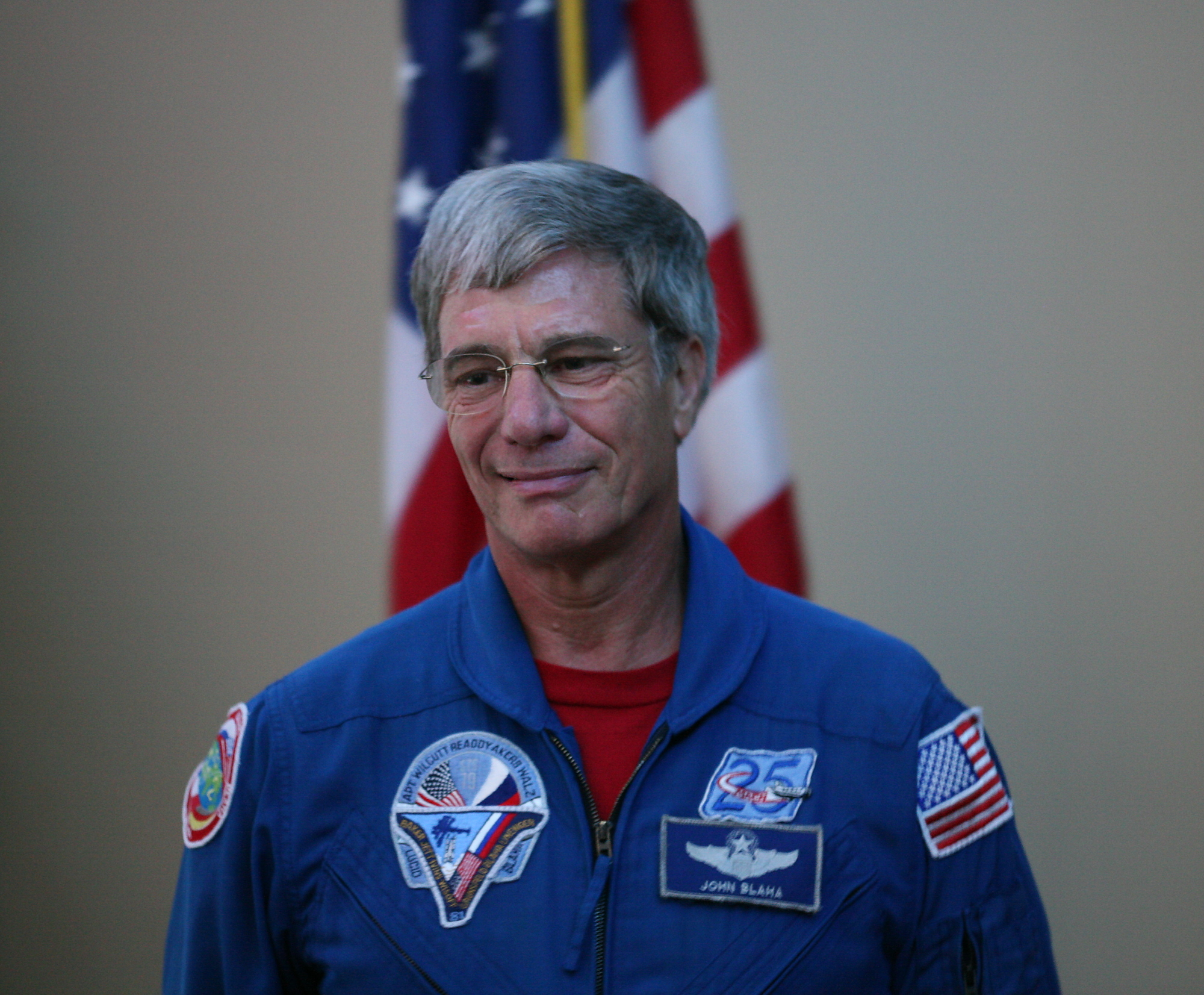
John Blaha en el Kennedy Space Center en noviembre de 2008 durante el evento Meet an Astronaut.

Seleccionado como un astronauta en mayo de 1980, Blaha vivió 161 días en el espacio en 5 misiones espaciales. Se desempeñó como piloto en la misión STS-33 y STS -29, fue el comandante de la nave espacial en la misión STS-58 y STS-43, sirvió Mir-22 como Ingeniero de a bordo 2, y fue especialista de la misión en la misión STS-79 y STS-81.
Además de volar 5 misiones espaciales, Blaha se ha desempeñado como Presidente, el Grupo de Seguridad de Vuelo Espacial de la NASA; Administrador del Tiempo,  Equipo de Gestión, comunicador con la nave espacial y miembro del grupo de mejora del transbordador espacial. Blaha también dirigió el diseño, el desarrollo y la integración del sistema Orbiter Head Up Display. Además, dirigió el desarrollo de los procedimientos para abortar que mejoraron notablemente la capacidad de supervivencia de la tripulación en caso de múltiples fallos del motor durante su ascenso.
Ha registrado más de 7.000 horas de vuelo en 34 aeronaves diferentes y ha escrito numerosos artículos técnicos sobre el rendimiento y control de la nave espacial.
John Blaha se retiró de la NASA en septiembre de 1997 para volver a su ciudad natal de San Antonio, Texas, donde se unió al Grupo de Gestión Ejecutiva de la USAA (United Services Automobile Association)

### Vuelos espaciales
John Blaha voló en los transbordadores Discovery, Atlantis y Columbia en las misiones STS-29, STS-33, STS-43, STS-58, STS-79 y STS-81.
Blaha empezó a estudiar ruso en el año 1994 e inició un programa de entrenamiento intensivo en el Centro de Entrenamiento de Cosmonautas, Star City, Rusia en enero de 1995. Después de atracar en la estación espacial Mir mediante la misión STS-79 el 16 de septiembre de 1996 fue ingeniero de a bordo en la misión Mir-22 haciendo experimentos de materiales, fluidos y ciencias biológicas. Blaha regresó a la Tierra a bordo de la misión STS-81 el 22 de enero de 1997.

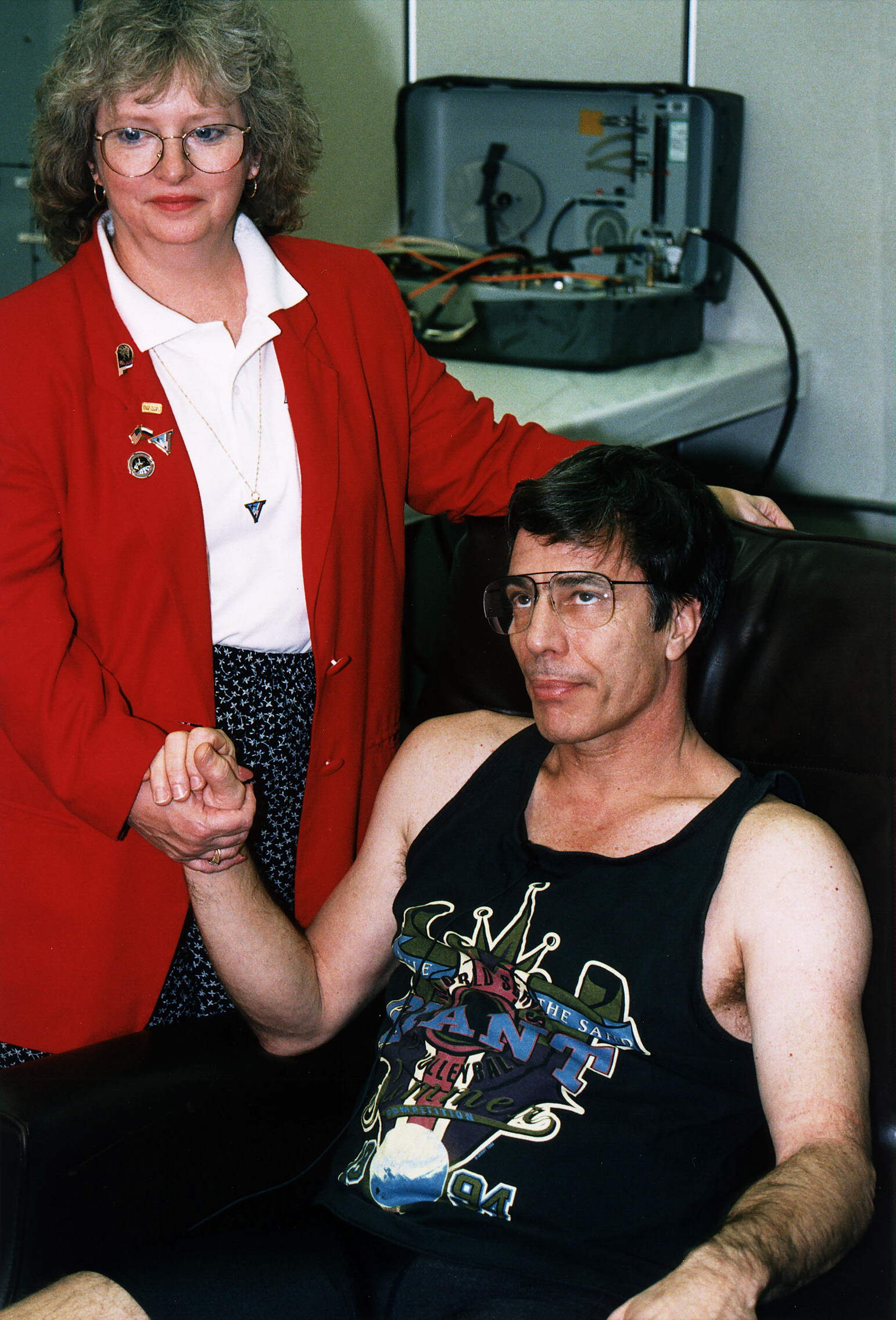
Blaha con su esposa, Brenda, después de regresar de la Mir.